# Carl Meissner

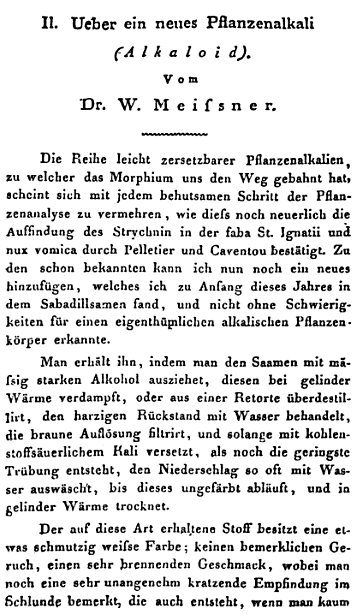
El principi de l'article de l'any 1819 on Carl meissner defineix el terme "Alcaloide".

Carl Daniel Friedrich Meissner (1 de novembre de 1800–2 de maig de 1874) va ser un botànic suís.
Va néixer an Berna, Suïssa es deia en realitat Meisner però més tard va canviar l'ortografia del seu nom a Meissner. Va ser professor de botànica a la Universitat de Basilea durant 40 anys. Va publicar l'exhaustiva obra Plantarum Vascularum Genera i publicacions i monografies sobre les famílies Polygonaceae (especialment el gènere Polygonum), Lauraceae, Proteaceae, Thymelaeaceae i Hernandiaceae. Va fer moltes contribucions en la descripció de la flora d'Austràlia respecte a centenars d'espècies australianes dins la família Proteaceae i d'altres famílies a Austràlia, especialment Fabaceae, Mimosaceae i Myrtaceae. També va descriure l'espècie apiàcia endèmica de Catalunya i Andorra anomenada julivert d'isard (Xatardia scabra). Morí a Basilea.